# Эндер, Борис Владимирович
Борис Владимирович Эндер (23 января [4 февраля] 1893, Санкт-Петербург — 12 июня 1960, Москва) — советский русский художник, представитель авангардизма, один из пионеров биоморфной абстракции.

## Биография
Родился в семье агронома, происходящего из рода обрусевших немцев. Две его младшие сестры — Ксения (1894—1955) и Мария (1897—1942) — также стали художницами.
В 1905—1907 брал частные уроки рисования у И. Я. Билибина. В 1911 г. сблизился с М. В. Матюшиным и Е. Г. Гуро, часто бывал в их квартире в доме на Песочной улице. В 1913—1915 гг. учился на историческом факультете Петербургского университета. В 1915 г. призван на военную службу. В 1918 г., после демобилизации, поступил в Петроградские Государственные свободные художественные мастерские, занимался у К. С. Петрова-Водкина, затем у Матюшина.
Завершив обучения в 1923 г., продолжил работать под началом Матюшина в Отделе органической культуры Инхука, вошёл в созданную им группу «Зорвед». В 1920-е принимал активное участие в выставках «мастерской пространственного реализма». Познакомился с К. С. Малевичем, Н. М. Суетиным, И. Н. Харджиевым, И. Г. Эренбургом, поддерживал с ними постоянную переписку.
В 1927 г. переехал в Москву. В 1930-х гг. много работал в области монументального искусства. Принимал участие в оформлении павильона СССР на Международной выставке в Париже (1937). В 1938—1939 гг. вместе с Е. Я. Астафьевой и своей сестрой М. В. Эндер оформил павильон «Ленинград» на ВСХВ в Москве.
Во время Второй мировой войны эвакуирован в Кузбасс. Возвратился в Москву в 1944 г. Был одним из руководителей Строительной выставки, а также главным художником советского павильона на Промышленной выставке в Будапеште в 1949 г.
Харджиев оставил воспоминания о художнике (не опубликованы).

## Творчество
В середине 1920-х гг. создавал беспредметные композиции, разработал особый вариант «биоморфной» абстракции, в которой при помощи пульсирующих цветовых пятен стремился воспроизвести природную ритмику. Обосновывал свои картины теоретически, связывая их с законами цветовосприятия и физиологией мозга.
В конце 1920-х гг. в творчестве Эндера наметился отход от абстракции в сторону более традиционной манеры и фигуративной живописи, любимым стал жанр пейзажа.
Произведения Эндера находятся в коллекциях многих отечественных музеев, в том числе в Государственной Третьяковской галерее. Значительная часть творческого наследия художника и его архив хранятся в Государственном архиве литературы и искусства.